# Rigorismo
Con il termine rigorismo s'intende genericamente la propensione abituale all'intransigenza nell'esprimere giudizi o nel mettere in atto comportamenti connotati da eccessiva severità.

## Filosofia
In filosofia il rigorismo caratterizza qualunque sistema etico che imponga di attenersi all'imperativo morale mettendo da parte qualsiasi motivazione sentimentale o materiale. Questa concezione è stata attribuita nella forma più nota a Kant nella sua Critica della ragion pratica,  in cui, con un esempio rivolto a un ragazzo di dieci anni, vuole dimostrare come sia semplice intendere cosa sia un autentico comportamento morale. Immaginando che si tratti di un onest'uomo, Kant racconta come questi costretto ad «associarsi ai calunniatori di una persona innocente»  abbia rifiutato di farlo anche quando questo significava perdere l'amicizia, il benessere economico, la libertà, la vita stessa non solo la sua ma anche quella dei suoi familiari. Da questo racconto, afferma Kant, il giovane sarà spinto ad imitare quel comportamento dove risalta la "purezza" del principio morale, decantato cioè da ogni elemento materiale di modo che «la moralità deve avere tanta più forza sul cuore umano, quanto più pura essa viene rappresentata.» 
Una morale del dovere rigorosa dunque quella di Kant, perché autonoma, fondata cioè solo sull'imperativo categorico che esclude nel suo aspetto formale ogni contenuto empirico come ipotesi per il conseguimento di un fine materiale, che voglia indirizzare a un comportamento diverso da quello prescritto.

## Teologia
In teologia il rigorismo rappresenta l'obbedienza indiscussa a ciò che prescrive la dottrina anche quando in casi particolari sarebbe più opportuno trascurare il comandamento morale per mettere in atto un libero comportamento. In questo senso il rigorismo si oppone al lassismo, al probabilismo e al probabiliorismo e viene definito come assoluto nel senso che esclude dal comportamento morale, per evitare il pericolo di sbagliare e di peccare, ogni possibilità di attenersi a un'opinione magari probabile, ma non certa.
Un rigorismo mitigato è invece quello che può considerare l'alternativa alla libera scelta fra le opzioni morali nel caso che, ritenendo dubbia la legge morale, ci si attenga a ciò che appare probabilissimo o appena probabile. Sostenitori di questa concezione moderata furono molti teologi dell'Università Cattolica di Lovanio dei secoli XVII-XVIII, inoltre il cardinale Giacinto Sigismondo Gerdil (1718– 1802), il padre Tirso González de Santalla (1624-1705) generale dei gesuiti, Antoine Godeau (1605–1672), e altri.
Il rigorismo assoluto, sebbene Giansenio non l'avesse esplicitamente prescritto, come invece apertamente fecero i suoi discepoli Fromondus, Sinnichius, Arnauld e Quesnel, vide in primo piano il movimento di Port-Royal schierato contro il probabilismo dei gesuiti che con la casistica sottoponevano l'applicabilità della astratta legge morale riportandola al minuzioso e talvolta capzioso esame dei singoli casi.
Il rigorismo assoluto, che anche Pascal sostenne nella 5ª delle sue Lettere Provinciali, fu condannato nel 1690 da papa Alessandro VIII.